# 卡谢尔
卡谢尔（義大利語：Casier），是意大利威尼托大区特雷维索省的一个市镇。总面积13.46平方公里，人口11124人，人口密度826.4人/平方公里（2009年）。国家统计（ISTAT）代码为026010。